# Maisons-lès-Soulaines
Maisons-lès-Soulaines település Franciaországban, Aube megyében. Lakosainak száma 64 fő (2022. január 1.). Maisons-lès-Soulaines Colombé-la-Fosse, Engente, Fresnay és Thors községekkel határos.

## Népesség
A település népessége az elmúlt években az alábbi módon változott:
| Lakosok száma | 61   | 43   | 54   | 73   | 62   | 57   | 63   | 67   | 69   | 64   |
|               | 1968 | 1982 | 1990 | 2006 | 2013 | 2015 | 2017 | 2019 | 2020 | 2022 |